# Tiburcia Haedo
Tiburcia Haedo de Paz (11 de agosto de 1767 - 16 de febrero de 1839) fue una patriota argentina. Es considerada una de las Patricias Argentinas. Era madre del exgobernador de Córdoba José María Paz.

## Biografía
María Tiburcia Haedo Roldán nació en Córdoba, Virreinato del Perú, el 11 de agosto de 1767, hija del explorador y naturalista Felipe Haedo, natural del Consejo de Zalla, Vizcaya, y de María Mercedes Roldán Allende.
Contrajo matrimonio el 27 de octubre de 1790 con José de Paz, administrador de correos de la provincia de Córdoba. 
El 17 de septiembre de 1797 profesó en la Orden Tercera de San Francisco. 
Su familia adhirió tempranamente a la Revolución de Mayo de 1810. 
Al disponerse una suscripción para la formación del Ejército del Norte, Tiburcia Haedo contribuyó con dos onzas de oro.
No obstante su apoyo decidido al partido de la emancipación al caer en manos de la Expedición Auxiliadora Santiago de Liniers y los restantes líderes de la Contrarrevolución de Córdoba, Tiburcia Haedo encabezó una delegación que pidió al deán Funes que se respetara la vida de los realistas vencidos.
El 9 de septiembre de 1811 en carta al presidente de la Junta Grande Cornelio Saavedra ofrecieron donar sus alhajas y propiedades, así como el sueldo de Paz y de sus hijos, el entonces capitán comandante de artillería José María Paz y del teniente del mismo cuerpo Julián de Paz. El gobierno aceptó sólo la donación provisional de la mitad del sueldo de sus hijos.[cita requerida]
Donó también un terreno en Córdoba de 5 cuadras de extensión, ubicadas entre la quinta de Allende y el Pueblo de La Toma, para ser destinado a instalaciones de la fábrica de pólvora a levantar en esa provincia.[cita requerida]
Acompañó a su hijo José María Paz en su cautiverio en el Cabildo de Luján, provincia de Buenos Aires. Falleció en Luján el 10 de febrero de 1839 siendo atendida en su enfermedad por el doctor Francisco Javier Muñiz. 
Tuvo también al menos una hija, María del Rosario, quien casó en primeras nupcias con el médico escocés Andrés Weild. Su hija, Margarita Weild casó con su tio, José María Paz.
Una calle de su ciudad natal lleva su nombre.[cita requerida]